# Parlamentní volby v Bulharsku 1893 (duben)
Parlamentní volby v Bulharsku 1893 se konaly v dubnu 1893. Orgán známý jako Velké národní shromáždění (bulharsky: Велико народно събрание) se po volbách sešel, aby po čtvrté změnil ústavu (Velké národní shromáždění je bulharský historický ústavní institut. Je to velký parlament, kvůli jehož jedinému zasedání se musí vypsat volby. Je zhruba o třetinu větší než řádné Národní shromáždění).
Dodatky k ústavě se týkaly náboženství a snížení počtu členů bulharského Národního shromáždění. Stávající ústava vyžadovala, aby panovník byl členem bulharské pravoslavné církve, i když první princ z nové dynastie, Ferdinand, byl (jako římský katolík) z tohoto ustanovení osvobozen. Nicméně, protože jeho manželka, princezna Marie Luisa Bourbonsko-Parmaská, byla také římská katolička, pokud by měli mít děti, byly by katolíky.
Stará ústava také vyžadovala jednoho člena Národního shromáždění na každých 10 000 občanů, navrhované změny to měly snížit na jednoho na každých 20 000 občanů. Dodatky také měly snížit počet členů Velkého národního shromáždění z jednoho na každých 5 000 občanů na jednoho na každých 10 000 občanů.
Jednání Velkého národního shromáždění bylo zahájeno 15. května a při té příležitosti se shromáždil dav více než 10 000 lidí. Skončilo 29. května a ústavní změny schválilo. Kvůli tomu se v červenci 1893 konaly v Bulharsku další parlamentní volby.